# 톰 타바네
토머스 모초아헤 타바네(영어: Thomas Motsoahae Thabane, 1939년 5월 28일~)는 2012년부터 2015년까지, 2017년부터 2020년까지 레소토의 제5대 총리를 역임한 레소토의 정치인이다. 그는 전바소토회의(ABC)의 당수이다.
타바네는 1998년부터 2006년까지 집권당인 레소토 민주회의(LCD)의 의원으로 파칼리타 모시실리 총리 정부에서 일했지만, 2006년 LCD에서 탈퇴하고 전바소토회의(ABC)를 출범시켰다. 5년여의 반대 끝에 2012년 레소토 총선을 계기로 12개 정당의 연정을 구축해 총리로 임명됐다.
2015년 레소토 총선에서 ABC는 모시실리가 이끄는 7당 연합에 의해 민주적으로 권좌에서 물러났다. 두 달 후, 타바네는 다른 두 명의 야당 지도자들과 함께 그들의 생명이 위험하다고 주장하며 남아프리카 공화국으로 도망쳤다. 그들은 2017년 2월 12일 레소토로 돌아와 모시실리를 해임한 의회의 불신임 투표에 참여했다. 타바네는 이후 총선에서 다수 의석을 차지해 총리직에 복귀했다.
2020년 타바네는 전 배우자의 살인사건에 연루되어 총리직에서 사임하라는 압력에 직면했다. 5월 18일 그는 다음날 사임할 것이라고 발표했다.

## 정치 경력
타바네는 1986년 군부가 레소토의 제2대 총리인 리부아 조나단을 전복시킬 때까지 조나단 밑에서 보건부 장관을 지냈다. 타바네는 1991년까지 저스틴 레카냐 장군 휘하에서 군사정권에 복무했다. 1990년부터 1991년까지 외무부 장관을 지냈다.
타바네는 1995년 초에 총리 음츠 모켈레의 조언자가 되었다. 1998년 6월부터 2002년 6월까지 모시실리의 LCD 정부에서 외무장관을 지냈다. 2004년 11월 그는 통신과학기술부 장관에 임명되었다.

### 총리

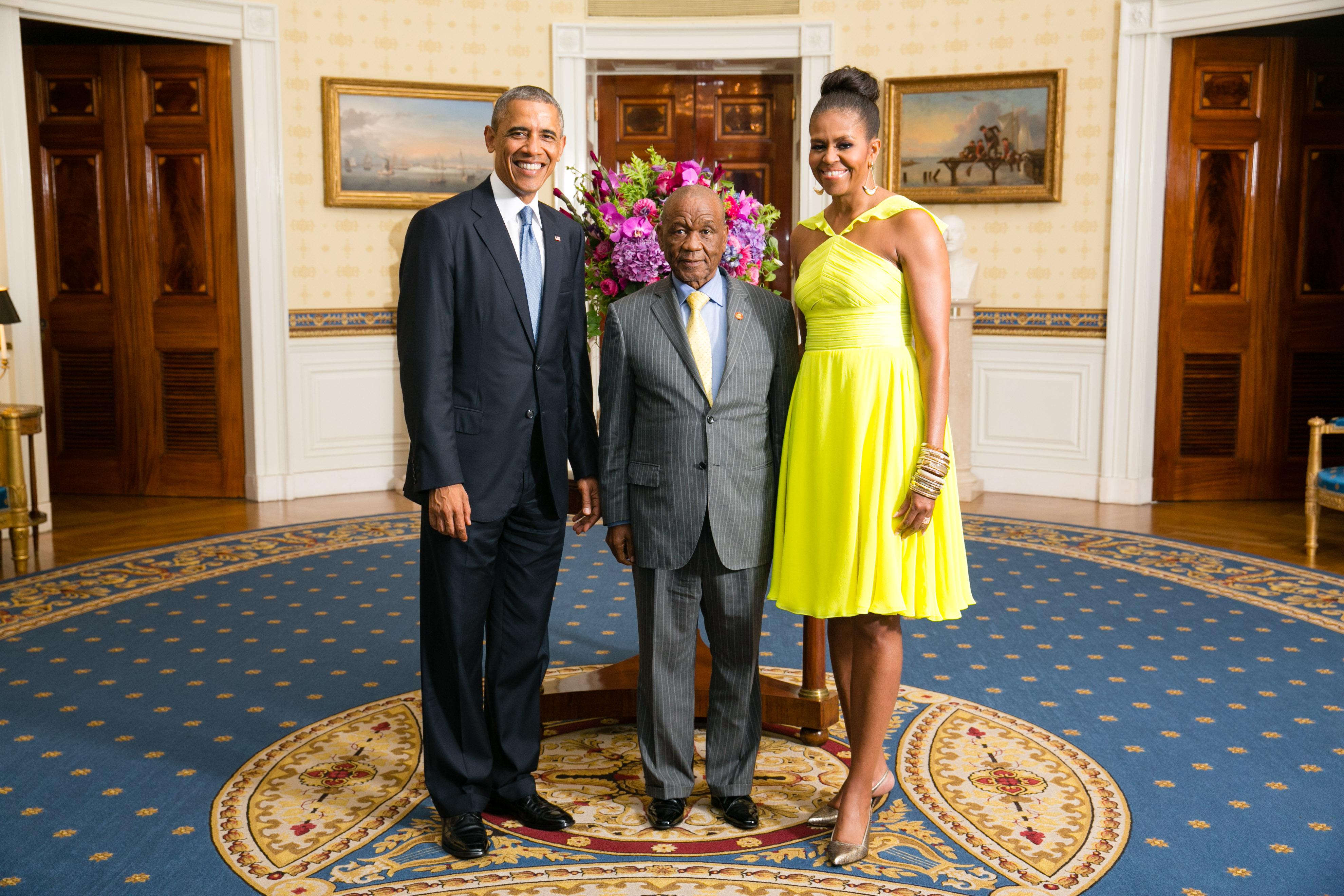
남아프리카 공화국으로 도망치기 며칠 전 버락 오바마, 미셸 오바마와 함께 한 타바네

2012년 레소토 총선을 계기로 5년여의 반대여론 끝에 타바네는 다른 정당과 연정을 구성해 총리로 임명됐다.
타바네는 2014년 8월 30일 군부가 타바네를 살해하려 한다며 남아프리카 공화국으로 도주했다. 그는 목숨이 위태롭지 않다고 느낄 때만 레소토로 돌아가겠다고 했다. 군 당국은 혐의를 부인했다. 2014년 9월 3일 남아공 경찰의 보호 아래 레소토로 돌아왔다.
모시실리는 불신임 투표에서 패배하여 2017년 6월 재선에 성공하였다. ABC가 가장 많은 의석을 차지했고, 동맹국과 함께 과반수를 차지할 수 있었다. 2017년 6월 16일 총리로 취임했다.
2017년 10월, 타바네가 남아공에 입원했다는 루머는 레소토를 불안정하게 만들려는 선전으로 대변인에 의해 일축되었다.
2020년 타바네는 전 부인을 살해한 혐의로 사임 압력을 받았다. 2020년 5월 11일, 그의 연립정부는 그의 연정 파트너들이 지지를 철회한 후 붕괴되었다. 세피리 모타냐네 국회의장은 타바네가 현재 임시 정부를 이끌고 있기 때문에 5월 22일까지 사임해야 한다고 말했다. 5월 18일, 타바네는 다음날 사실상 사임할 것이라고 발표했다. 후임으로는 모에케치 마조로 재무장관이 내정됐다.

## 사생활
타바네의 첫 번째 부인은 마토카 유디스 타바네(마모타파냐네 야이 포보)로, 4명의 자녀를 두었다. 2017년 8월 26일 79세의 나이로 자연사했다.
타바네는 리포렐로 타바네와 결혼했으며, 타바네는 2012년 이혼 소송을 제기했다. 2017년 6월 14일 마세루 외곽 하마사나에서 총격을 받아 사망했다.
2017년 8월 27일, 타바네는 마세루의 세토토 스타디움에서 열린 카톨릭 기념식에서 마에사이아 타바네와 결혼했다. 2020년 1월 첫째 주 여당인 전바소토회의(ABC)는 리폴로의 살인사건과 관련 있는 홀로모 몰리벨리 경찰청장의 직무정지에 대해 사임을 요구했다.

## 살인 혐의
2020년 1월 10일, 2017년 리포렐로 타바네 살인사건과 관련하여 지명수배 중인 마에사이아 타바네에 대한 체포영장이 발부되었다. 마에사이아 타바네는 잠적했고 타바네 총리는 체포영장이 발부된 직후 사임 의사를 밝혔다.
2020년 2월 20일, 경찰은 타바네도 살인 혐의로 기소될 것이라고 발표했다. 2020년 2월 21일, 타바네는 병원에 가기 위해 남아프리카 공화국에 갔다고 말했지만, 이 사건에 대한 법정에 출두하지 못했다. 경찰은 그가 귀국하지 않으면 체포영장이 발부될 것이라고 경고했다. 요하네스버그에 있는 주치의가 그를 석방하는 대로 귀국시킬 것이라고 그의 아들과 공보비서관은 말했다. 그들은 또한 "그가 기꺼이 법정에 출두하여 그에 대한 혐의를 들을 용의가 있다"고 말했다. 그에게 부과된 살인 혐의는 그가 레소토의 총리 중 처음으로 사임을 선언한 사람이 되게 하였다.
2020년 2월 22일, 타바네는 혐의를 심리하기 위해 법정에 출두할 예정인 2월 27일까지 병가를 허가받았다. 그의 당원들 또한 그가 계획한 대로 7월 말 이전에 사임할 것을 촉구했다.
2020년 2월 24일, 병가 중이었던 타바네는 재판 전 심리를 위해 마세루 법원에 출두했다. 그의 변호인들이 이 사건을 고등법원에 회부해 면책특권을 주장해 그에 대한 혐의는 읽히지 않았다.
2021년 11월 30일, 그는 아내를 살해한 혐의로 기소되었다.